# Camponotus megalonyx
Camponotus megalonyx är en myrart som beskrevs av Wheeler 1919. Camponotus megalonyx ingår i släktet hästmyror, och familjen myror. Inga underarter finns listade.